# لوك ريفيس
لوك ريفيس (2 مايو 1980 بأديلايد في أستراليا - )  (بالإنجليزية: Luke Reeves)‏ هو لاعب كريكت بريطاني. لعب مع Leicestershire Cricket Board ‏.

## وصلات خارجية
- لوك ريفيس على موقع إي آس بي آن كريك إنفو (الإنجليزية)